# Militära grader i Republiken Teхas
Militära grader i Republiken Teхas visar den hierarkiska ordningen i Republiken Texas armé samt motsvarande grader i den svenska armén vid ungefär motsvarande period. 

## Underofficerare och manskap
Infanteriets, dragonernas och tygkårens livmundering var blå; spelets röd. Vicekorpraler och korpraler bar gradbeteckningarna på underärmarna. Sergeanter (likställda) och högre underofficerare på överärmarna. Infanteriet och tygkåren bar dem bara på högra ärmen; dragonerna på bägge ärmarna. Fanjunkare och förrådsförvaltare (likställda) bar ett rött skärp. 

Private Menig - livmundering.
Musician & Trumpeter Spel och trumpetare - livmundering.
Meniga, nummerspel och trumpetare - släpmundering.

Lance Corporal Vicekorpral vid dragonerna - livmundering.
Vicekorpral vid dragonerna - släpmundering.

Corporal Korpral vid infanteriet - livmundering.
Corporal Korpral vid tygkåren - livmundering.
Korpral vid infanteriet och tygkåren - släpmundering.
Corporal Korpral vid dragonerna - livmundering.
Korpral vid dragonerna - släpmundering.

Sergeant Sergeant vid infanteriet - livmundering.
Sergeant Sergeant vid tygkåren - livmundering.
Chief Musician Stabstrumpetare - livmundering.
Sergeant vid infanteriet och tygkåren samt stabstrumpetare - släpmundering.

Sergeant Sergeant vid dragonerna - livmundering.
Sergeant vid dragonerna - släpmundering.

First Sergeant Fanjunkare vid infanteriet - livmundering.
First Sergeant Styckjunkare vid tygkåren - livmundering.
Fanjunkare vid infanteriet och styckjunkare vid tygkåren - släpmundering.
First Sergeant Fanjunkare vid dragonerna - livmundering.
Fanjunkare vid dragonerna - släpmundering.

NCO Staff Förrådsförvaltare vid infanteriet - livmundering.
NCO Staff Tygförvaltare vid tygkåren - livmundering.
Förrådsförvaltare vid infanteriet och tygförvaltare vid tygkåren - släpmundering.
NCO Staff Förrådsförvaltare vid dragonerna - livmundering.
Förrådsförvaltare vid dragonerna - släpmundering.

## Officerare

Lieutenant Colonel Överstelöjtnant vid infanteriet.
Lieutenant Colonel Överstelöjtnant vid övriga kårer och stater.
Colonel Överste vid infanteriet.
Colonel Överfältläkare vid läkarstaten. Överste vid övriga kårer och stater.

Brigadier General Generaladjutant
Major General Generalmajor

Officerskåren tillhörde infanteriet, dragonerna, tygkåren, arméförvaltningen, läkarestaten och kassastaten. 

Second Lieutenant Underlöjtnant vid infanteriet.
Second Lieutenant Bataljonsläkare vid läkarestaten. Underlöjtnant vid övriga kårer och stater.
First Lieutenant Löjtnant vid infanteriet.
First Lieutenant Löjtnant vid övriga kårer och stater.

Captain Kapten vid infanteriet.
Captain Ryttmästare vid kavalleriet. Regementsläkare vid läkarestaten. Kapten vid övriga kårer och stater.
Major Major vid infanteriet.
Major Fältläkare vid läkarestaten. Major vid övriga kårer och stater.

- Lieutenant Colonel 
 Överstelöjtnant vid infanteriet.
- Lieutenant Colonel 
 Överstelöjtnant vid övriga kårer och stater.
- Colonel 
 Överste vid infanteriet.
- Colonel 
 Överfältläkare vid läkarstaten.
 Överste vid övriga kårer och stater.

- Brigadier General 
 Generaladjutant
- Major General 
 Generalmajor